# ハイ!STVです
ハイ!STVです（はい!エスティーブイです）は、札幌テレビ放送で日本標準時毎週第2日曜日の午前5:35 - 5:45に放送されている自己批評番組である。放送時間は10分だが、毎年8月のみ夏休みスペシャルとして放送時間を拡大している。自社製作のローカルの番組では初の字幕放送を行っている。2008年1月放送分よりハイビジョン制作となっている。

## 概要
この番組は、札幌テレビ放送の番組はもちろん日本テレビ系列で放送されているテレビ番組に対して視聴者や番組モニター、有識者から寄せられた意見や問い合わせ、苦情などに対してどう対処しているかということを紹介していく番組である。月1回開催されている番組審議会の報告も行われる。そのため番組のPRはあまりない。
以前は、テレビとラジオ両方について放送していたが、ラジオ部門を分社化した後は、テレビのみについて放送している。ただし、視聴者から寄せられた意見や問い合わせ、苦情などの件数はこれまでどおりテレビ・ラジオ・その他をあわせた件数で公表している（テレビ･ラジオともSTV視聴者センターで一括して受け付けているため）。また、放送内容そのものを局のホームページで公開している（以下の外部リンクを参照）。

## キャスター
- 永井公彦

### 過去の出演者
- 巻山晃
- 高野義雄
- 和久井薫
- 森中慎也
- 明石英一郎（2011年8月14日放送分のスペシャルのみ。）
- 松下ゆきこ（同上）
- 萩原隆雄